# سباي فيرسس سباي
سباي فيرسس سباي (بالإنجليزية: Spy vs. Spy)، هي لعبة فيديو أمريكية، صدرت في الأسواق سنة 1984، وتعمل على عدة منصات، ومن بينها نينتندو إنترتينمنت سيستم وإم إس إكس، وغيرها، وهي قصة مختصرة عن جاسوسان أحدهما أبيض المظهر والآخر أسود، وهما يحاولان أن يقتل أحدهما الآخر.|PAL|July 27, 1990}}Master System